# HD 151078
HD 151078，又名CD-3910677，SAO 208020、HR 6221，是一颗恒星，视星等为5.48，位于銀經344.46，銀緯3.82，其B1900.0坐标为赤經16h 39m 57.4s，赤緯-39° 3.82′ 37″。